# 미도노촌
미도노촌(御殿村)은 아이치현 기타시타라군에 설치되었던 촌이다. 현재의 도에이정 남서부에 해당한다.